# Picón

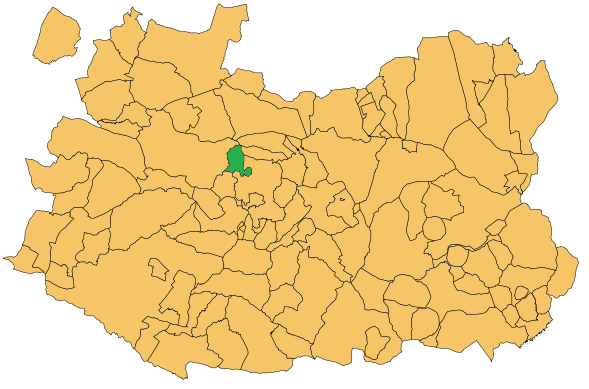
Término municipal de Picón respecto a la provincia de Ciudad Real.

Picón es un municipio español de la provincia de Ciudad Real, en la comunidad autónoma de Castilla-La Mancha, ubicado en la parte noroccidental de la comarca del Campo de Calatrava. Limita con los municipios de Fernán Caballero, Miguelturra —por el enclave de Peralvillo—, Ciudad Real, Alcolea de Calatrava y Piedrabuena.
El municipio piconero comprende los núcleos de población de Picón y Las Peñuelas.

## Geografía
Se asienta en un valle rodeado por pequeñas montañas: al norte la Peña, al oeste la Sierra del Tesoro, por el sur el cerro del Castillejo, y por el este se extiende una extensa llanura, viéndose a lo lejos un pequeño altozano llamado Cerro Gordo.

## Demografía
Picón cuenta con una población de 690 habitantes (INE 2024).
| Gráfica de evolución demográfica de Picón entre 1842 y 2021                                                         |
| |
| Población de derecho según los censos de población del INE Población de hecho según los censos de población del INE |

| 593           | 647 | 670 | 702 | 709 | 698 |
| (Fuente: INE) |     |     |     |     |     |

## Política
Los resultados en Picón de las elecciones municipales, celebradas en mayo de 2011, fueron:
| Elecciones Municipales - Picón (2011)    |       |          |            |
| Partido político                         | Votos | %Válidos | Concejales |
| Partido Popular (PP)                     | 275   | 50,93%   | 4          |
| Partido Socialista Obrero Español (PSOE) | 261   | 48,33%   | 3          |

## Cultura
Como monumentos importantes destacan el puente romano y el Rollo. Este último consiste en un pequeño obelisco de piedra, que podría ser de carácter fálico y no estar asociado con las pícotas o rollos de castigo medievales, incluso se podría relacionar con los pueblos prerrománicos. Es el símbolo de que en un principio este pueblo era una Villa, y así lo llamaban los antiguos del lugar, "la Villa del Picón".
En la vega del río Guadiana, a un escaso kilómetro del pueblo, existen ruinas de puentes romanos, varios molinos de río e incluso parte de una calzada romana (probable vía secundaria) y algunas casas habitadas en la actualidad con escudos en las fachadas. En el cerro al este del pueblo, (la plaza de los moros) se pueden encontrar en la actualidad restos de castros o castellones, vasijas y restos de ocupación humana de pueblos claramente prerromanos. En la actualidad, dicho lugar tiene una marca de punto geodésico, y como tal en los días claros se pueden ver desde ese punto: El Castillo de Piedrabuena al noroeste, El Parque Arqueológico de Alarcos en Ciudad Real, al suroeste, al este pueden verse los últimos cerros de los Montes de Toledo, al sur Ciudad Real, y a pie de montaña el río Guadiana.

## Fiestas
Los días 3 y 4 de mayo se celebran las fiestas en honor a la Santa Cruz y al Santísimo Cristo de la Agonía. El 27 de julio se celebra a San Pantaleón